# Monastero di San Pantaleone
Il monastero di San Pantaleone (in macedone Свети Пантелеjмон?, Sveti Pantelejmon; in greco Άγιος Παντελεήμων?, Agios Panteleimon) è un monastero di Ocrida, nella Repubblica di Macedonia, situato a Plaošnik. È attribuito a Clemente di Ocrida, un discepolo di San Cirillo e San Metodio. Gli archeologi sono giunti a credere che il monastero fosse il sito dove si istruirono i primi studenti dell'alfabeto glagolitico (usato per tradurre la Bibbia in antico slavo ecclesiastico).

## Storia

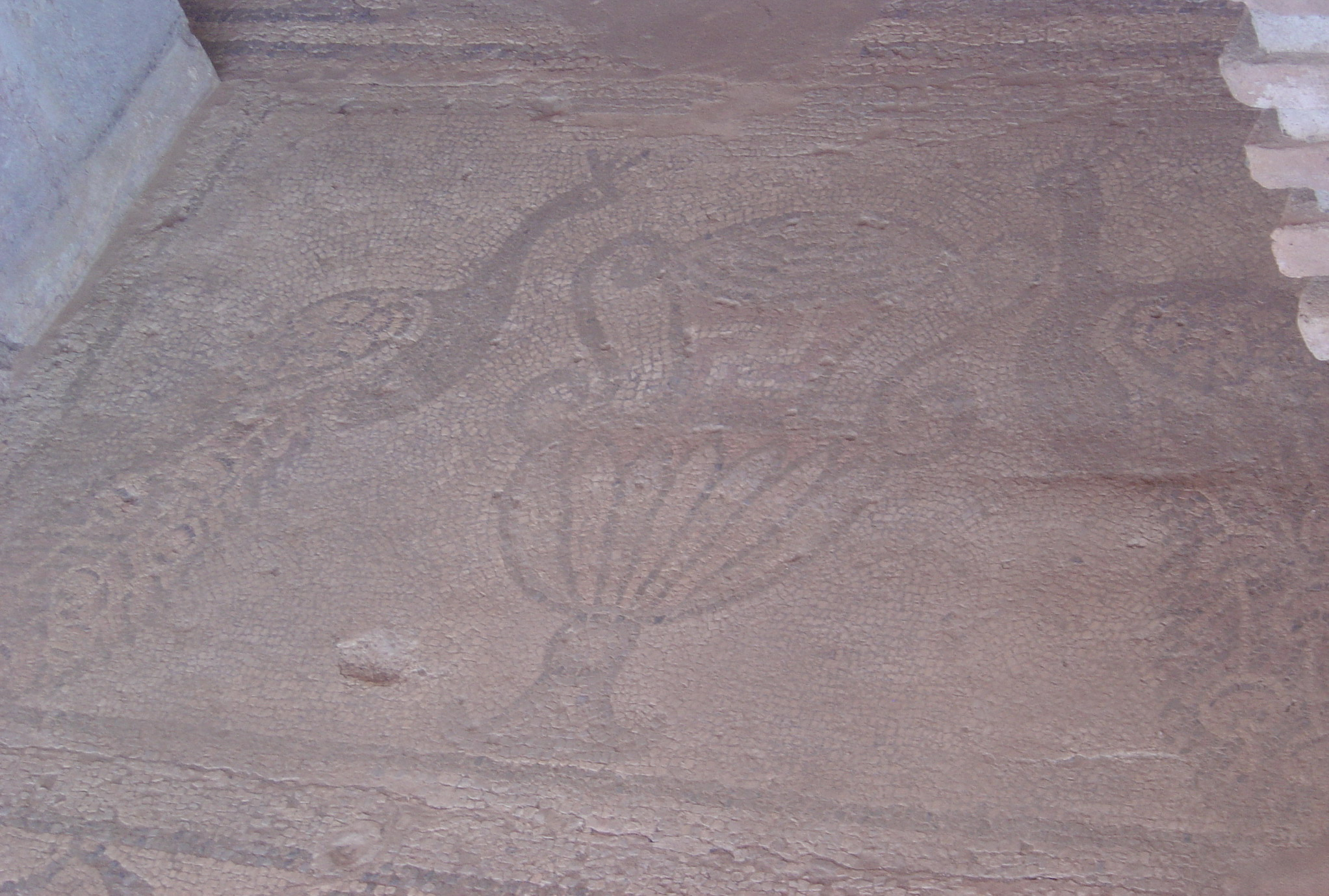
Pavimento a mosaico dell'antica basilica cristiana.

Si crede che il monastero sia stato costruito quando San Clemente arrivò a Ocrida, su richiesta di Boris I di Bulgaria e restaurò una vecchia chiesa. Le fonti dicono che San Clemente non fosse soddisfatto delle dimensioni della chiesa e perciò ne costruì uno nuovo sopra e assegnò San Pantaleone come suo patrono.
San Clemente usò il suo monastero appena creato come edificio liturgico e luogo per insegnare ai suoi discepoli la sua variante dell'alfabeto glagolitico, nota come alfabeto cirillico. Clemente costruì personalmente una cripta dentro il monastero nella quale fu sepolto dopo la sua morte nel 916; la sua tomba esiste ancora oggi.
Nel XV secolo, i Turchi ottomani convertirono il monastero in una moschea ma durante l'inizio del XVI secolo permisero alle chiese e ai monasteri in rovina di essere restaurati, pertanto lo fu anche il monastero di San Clemente. Esso cadde nuovamente in rovina alla fine del XVI secolo o all'inizio del XVII secolo e ancora un'altra moschea, chiamata Moschea di Imaret, fu eretta dagli Ottomani; questa moschea esiste ancora oggi.

## Architettura

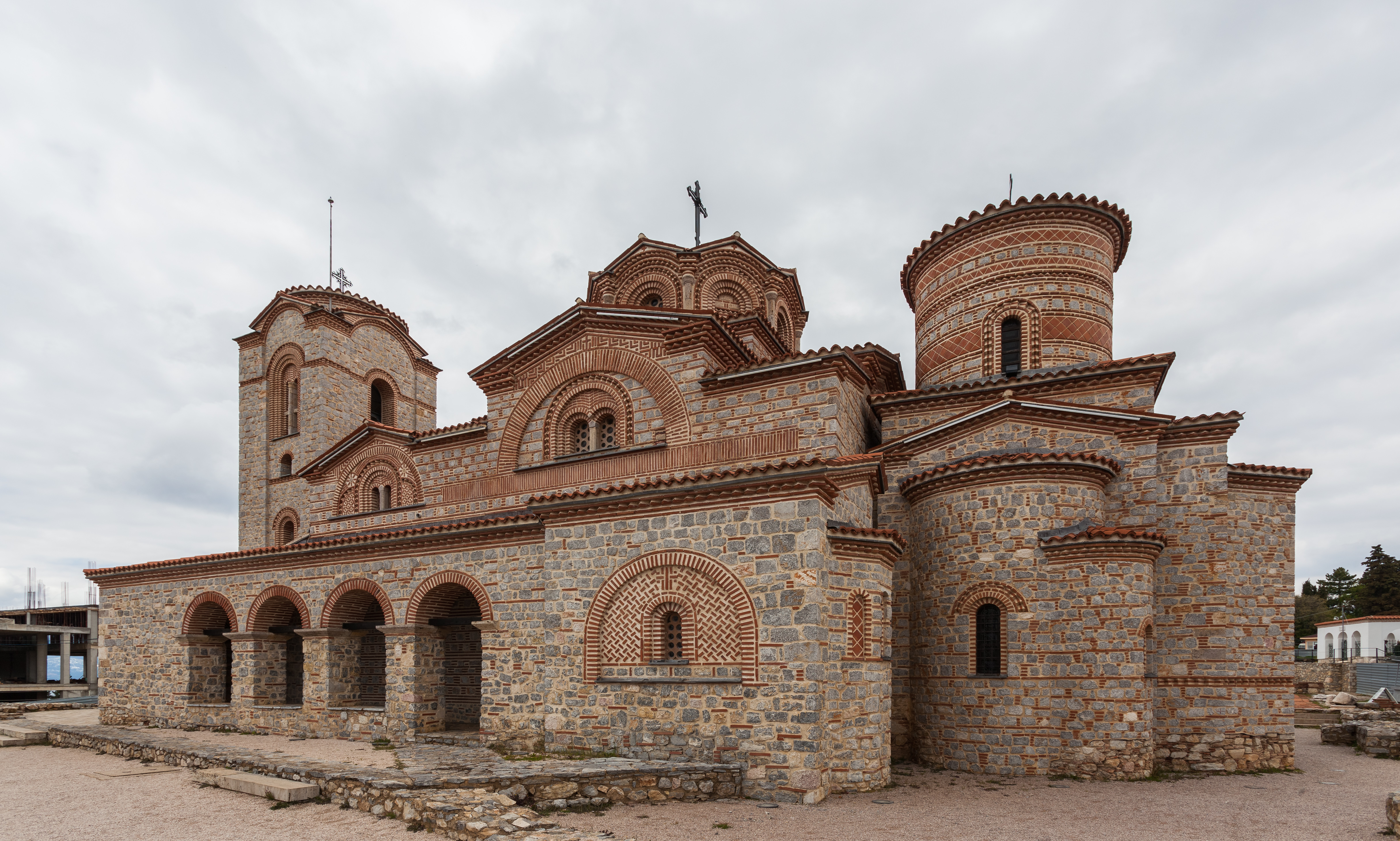
Veduta del lato posteriore.

Molti archeologi credono che Clemente stesso progettò e costruì il monastero. Clemente, insieme a Naum di Ocrida, avrebbe usato il monastero come base per insegnare gli alfabeti glagolitico e cirillico agli Slavi cristianizzati, rendendola così un'università.
Il monastero sorge su una collina che è ora nota come Plaošnik e domina il Lago di Ocrida. Clemente costruì il suo monastero su una chiesa restaurata e una basilica romana di cinque parti (i resti della basilica si possono ancora vedere fuori del monastero). Giudicando dallo stile architettonico e dal progetto del monastero, i ricercatori dicono che San Clemente intendesse che il suo edificio fosse una scuola letteraria, così si ritiene che fosse la prima e la più antica università discontinua in Europa.
L'esterno del monastero contiene un gran numero di mosaici finemente dettagliati non lontano da un fonte battesimale usato per battezzare i suoi discepoli.

## Ricostruzione e scavi

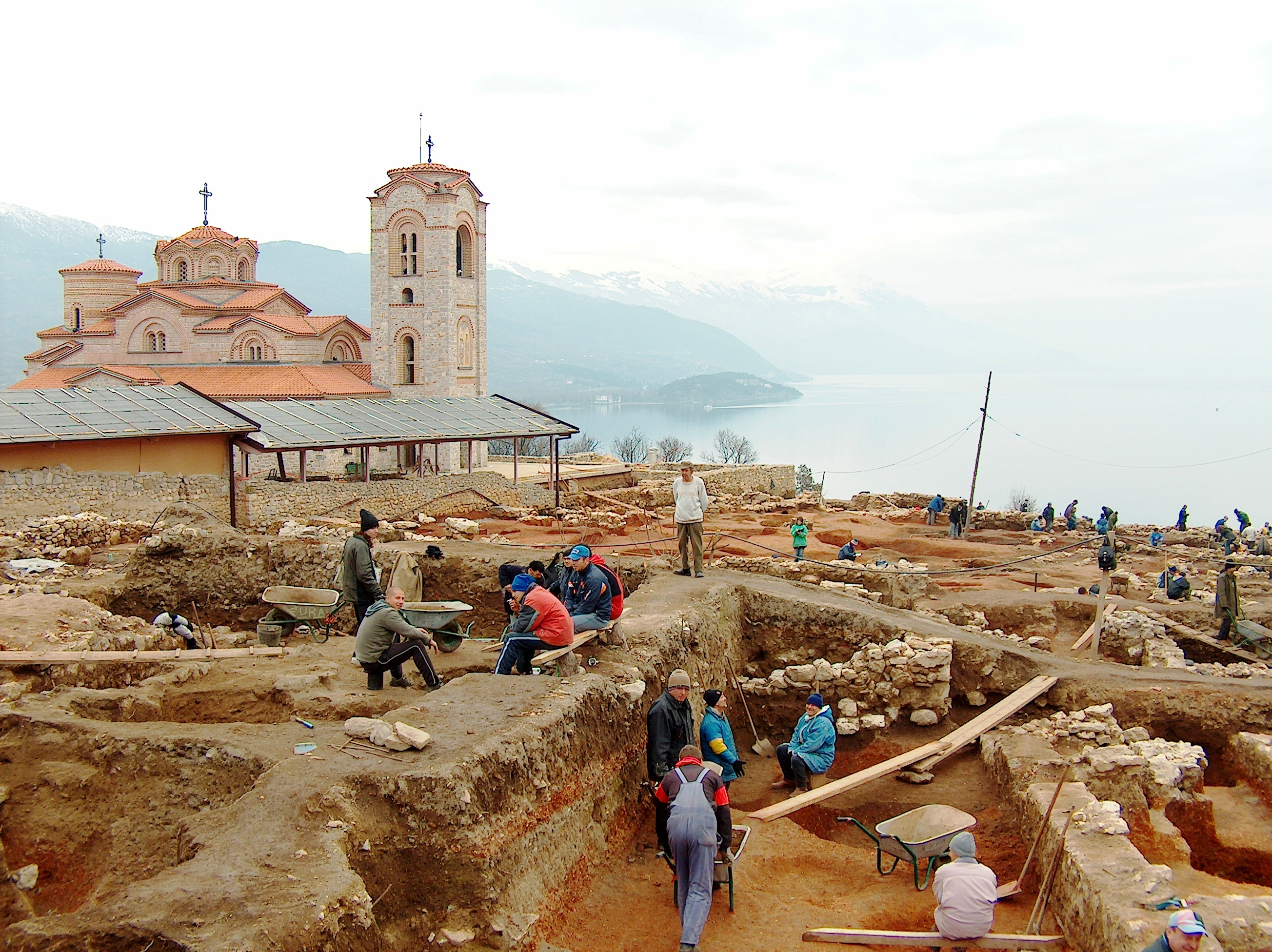
Scavi archeologici a Plaošnik, dicembre 2007

A parte le molte ricostruzioni durante l'Impero ottomano, il monastero ha subito recentemente estese operazioni di ricostruzione e scavo. La ricostruzione iniziò l'8 dicembre 2000 e fisicamente la chiesa fu completamente ricostruita entro il 10 agosto 2002. La maggior parte delle reliquie di San Clemente furono restituite alla chiesa. Un campanile parzialmente rovinato fu restaurato sul lato destro del monastero e i pavimenti dell'interno della chiesa sono stati ricostruiti in marmo. La ricostruzione fu effettuata a mano usando materiali usati per costruire la chiesa originaria al fine di preservare la spiritualità originale del monastero. Le macchine furono usate soltanto per levigare l'interno durante i lavori. I primi scavi del monastero furono effettuati nel 1943 dal professor Dimche Koco. Gli scavi all'interno del monastero hanno rivelato gallerie e cripte sotterranee. Ulteriori scavi sono stati pianificati per scoprire altri resti sotto al monastero, incluse altre rovine delle basiliche romane Roman che sorgevano là (i pilastri fuori del monastero sostengono l'idea di altri resti).
Il 10 ottobre 2007, una collezione di approssimativamente 2.383 monete veneziane fu scoperta dagli archeologi mentre scavavano nel monastero. Un eminente archeologo della Repubblica di Macedonia, Pasko Kuzman, affermò che le monete sono di significato speciale perché indicano che Ocrida e Venezia era legate commercialmente.

## Tradizione
Poiché il monastero è la più sacra di tutte le chiese della Repubblica di Macedonia, migliaia di cristiani ortodossi macedoni si radunano a Plaošnik durante le grandi feste religiose come Pasqua e Natale per celebrare e prendere parte alle liturgie.

## Galleria d'immagini

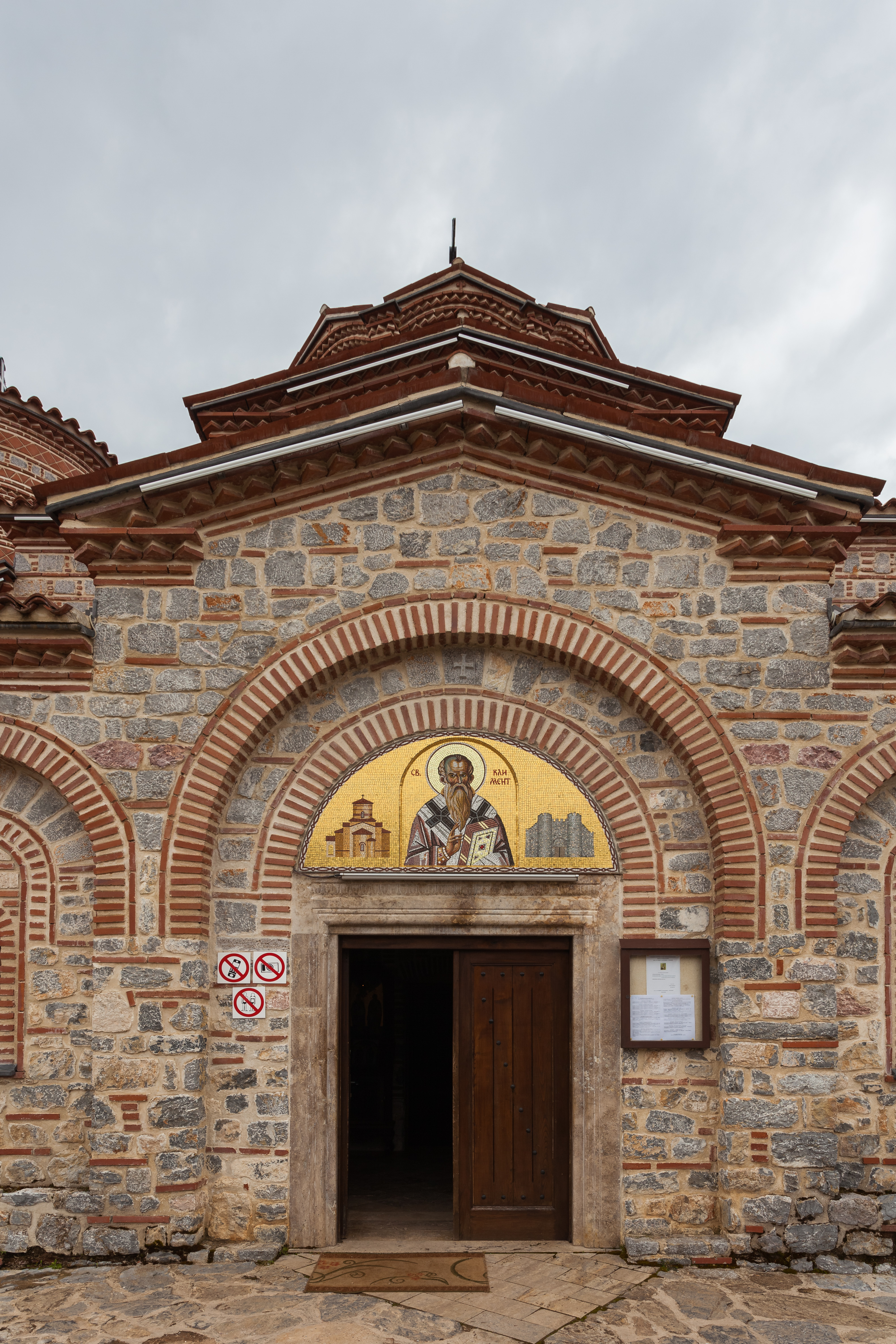
Entrata.
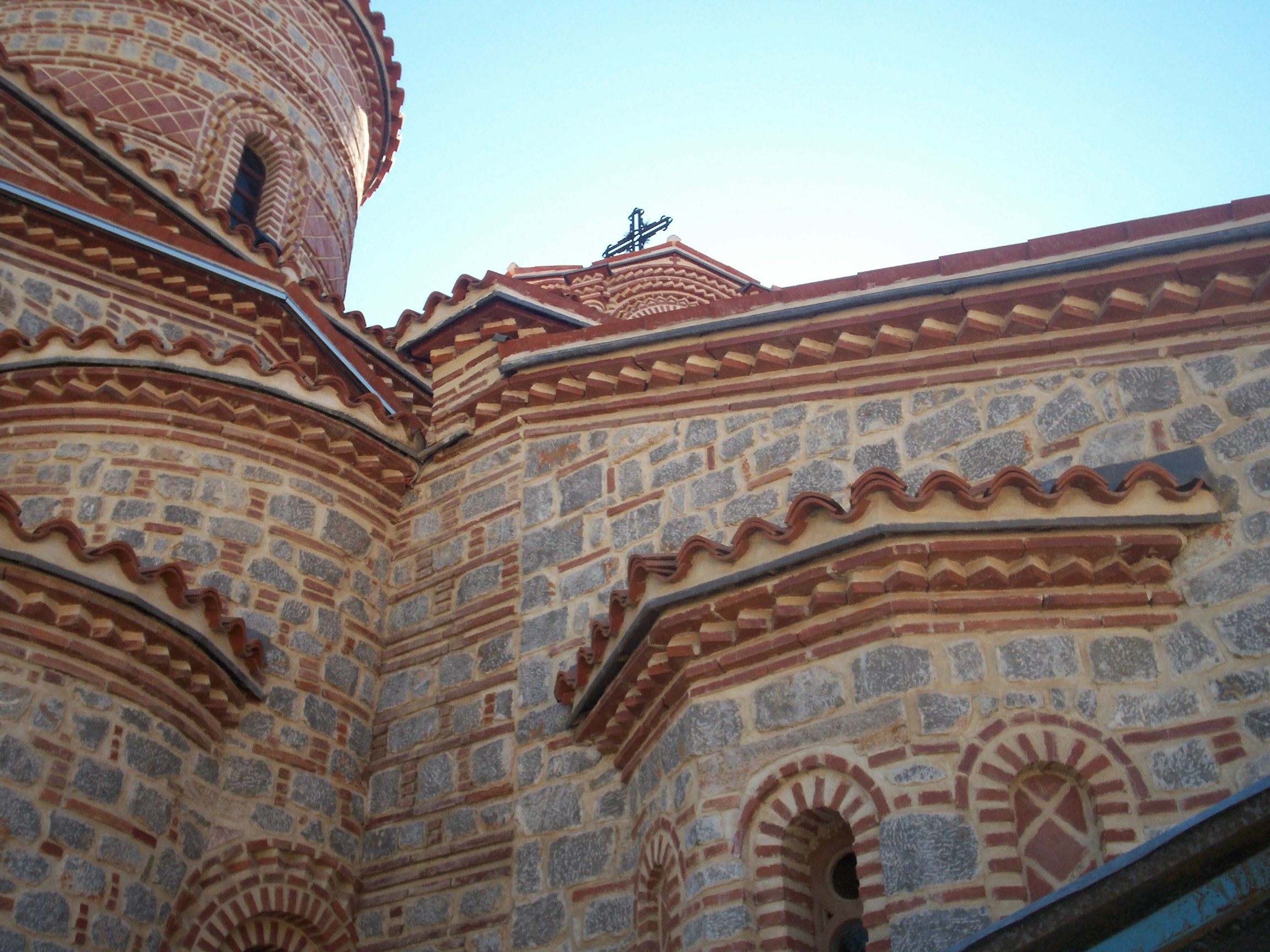
Il dettagliato stile architettonico del monastero.
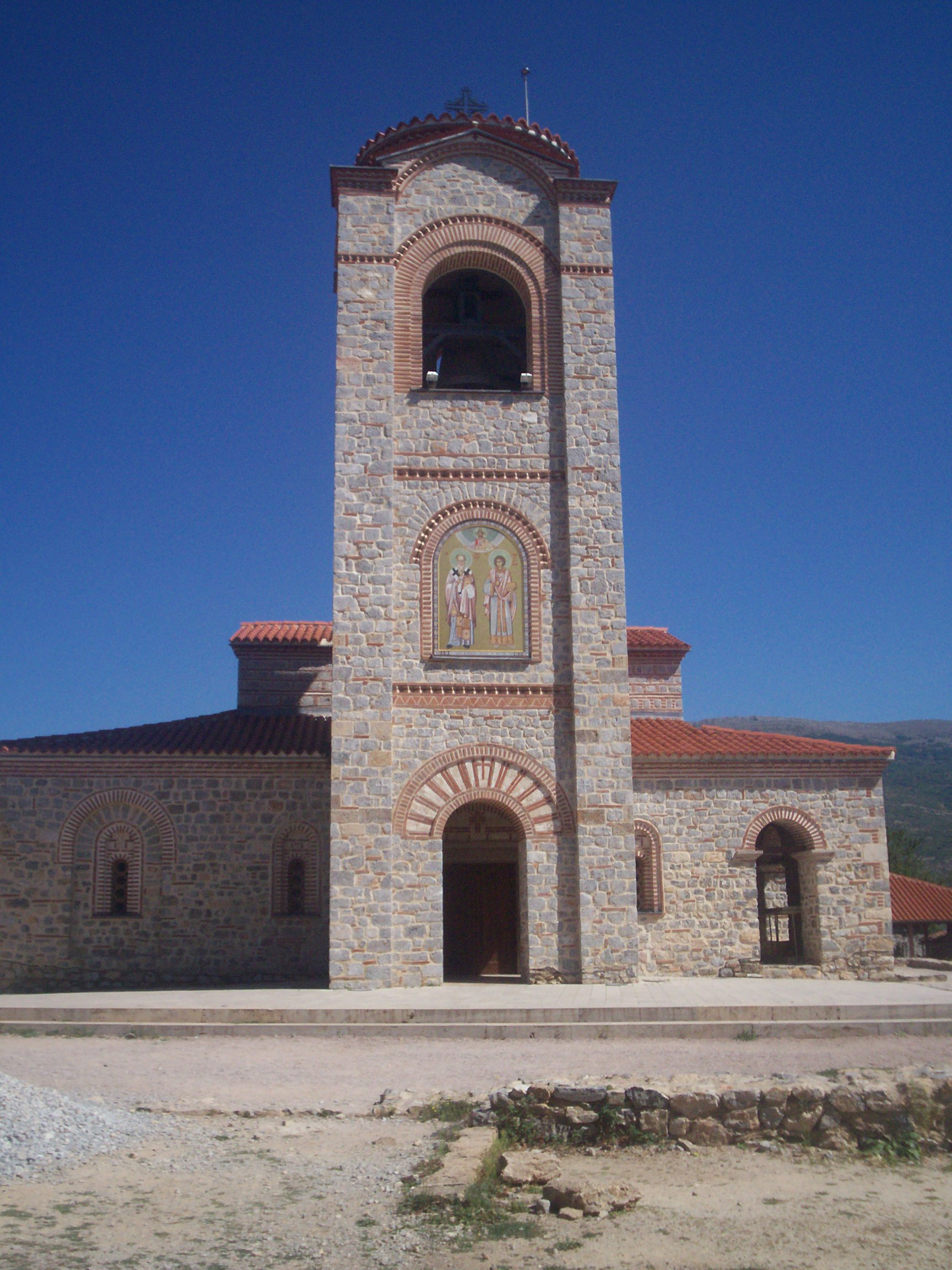
Il campanile recentemente costruito sul lato del monastero. Un'icona sopra l'entrata raffigura San Clemente a fianco di san Pantaleone mentre Cristo li guarda dall'alto.